# Lisco (Nebraska)
Lisco es un lugar designado por el censo ubicado en el condado de Garden en el estado estadounidense de Nebraska. En el Censo de 2010 tenía una población de 64 habitantes y una densidad poblacional de 41,25 personas por km².

## Geografía
Lisco se encuentra ubicado en las coordenadas 41°29′55″N 102°37′25″O / 41.49861, -102.62361. Según la Oficina del Censo de los Estados Unidos, Lisco tiene una superficie total de 1.55 km², de la cual 1.55 km² corresponden a tierra firme y (0%) 0 km² es agua.

## Demografía
Según el censo de 2010, había 64 personas residiendo en Lisco. La densidad de población era de 41,25 hab./km². De los 64 habitantes, Lisco estaba compuesto por el 100% blancos, el 0% eran afroamericanos, el 0% eran amerindios, el 0% eran asiáticos, el 0% eran isleños del Pacífico, el 0% eran de otras razas y el 0% pertenecían a dos o más razas. Del total de la población el 1.56% eran hispanos o latinos de cualquier raza.